# 滝文人
滝 文人（たき ふみと、1952年 - ）は、日本の模型設計者。静岡県出身。静岡県立静岡商業高等学校卒業。
タミヤ（田宮模型）にて長年ラジコンカーの企画・開発に関わったことで知られる。『タミヤRCカーグランプリ』（テレビ東京系）での滝博士という別名でも有名。

## 略歴
本人によれば幼少期からメカニカルなものが好きで、小学校のころは『模型工作』という雑誌を愛読していた。ただプラモデルは小学校で飽きてしまい、中学時代は自分でオリジナルな模型を設計し、木を彫って部品を作っていたという。
タミヤには経理担当として入社。就職シーズンに高校にちょうどタミヤから求人が来ていたため「入っちゃえばなんとかなる」と考えて同社を受験し入社に至った。実際、入社して1年ほどは経理マンとして大人しく勤務していたが、2年目からは頻繁に企画設計への転属希望を出すようになる。上司の田宮俊作もこれに根負けし、まずは「図面を読めるようになる必要がある」とのことで木型部に異動し、後に企画開発部に移る。
1973年、タミヤが電動ラジコンカー市場への参入を検討した際に、当時既に社内でも「ラジコンマニア」として知られていた滝に白羽の矢が立ち、まずはラジコン戦車の企画開発を任される。田宮俊作からは当初ドイツの戦車・マウスのラジコン化を指示されていたが、滝は「マウスはラジコン向きではない」として、ベースモデルをM4シャーマンに変更することを主張し認められる。結局開発には1年3ヶ月の期間を要し、翌1974年に発売されるが、このときはヒットには至らなかった。
1976年、タミヤはポルシェ・934のプラモデルを発売するが、取材のためにポルシェ・911の実車を購入するなど多額の経費を費やしたため、プラモデルだけでは開発費を回収できず、事態を打開するため急遽ラジコン化を行うことになった。滝はこの仕事を任され、製品化されたラジコンカーは初年度だけで約10万台を売り上げるヒット作品となり、タミヤはラジコンメーカーとしての地位を確立した。
以後もタミヤにおいて、数多くのラジコンカーやミニ四駆などの開発に関わる。現在は開発の一線からは退いているものの、タミヤの「アドバイザー」として、同社のラジコンカー関連のイベントなどに登場したりしている。

## 出演
- タミヤRCカーグランプリ（テレビ東京系）
- タモリ倶楽部（テレビ朝日、2010年7月9日）[4]
- X年後の関係者たち〜あのムーブメントの舞台裏〜（BS-TBS、2025年7月3日）